# Aggrey Jaden
Aggrey Jaden Ladu foi um político sudanês, do grupo étnico pojulu, conhecido por promover a independência do Sudão do Sul a partir do Sudão.
Nascido no vilarejo de Loka  frequentou a escola secundária Nabumali em Uganda, onde estudou de 1945 a 1949.
Ingressou na Universidade de Cartum e se formou em 1952, posteriormente foi  para a administração do Sudão e foi treinado como administrador sub-mamur em 1955. Após a independência do Sudão em 1956, foi acusado de se recusar a abaixar a bandeira britânica e substituí-la pela nova bandeira de independência do Sudão. Foi transferido, mas foi demitido do serviço civil do Sudão em 1958 após o golpe de Estado do general Ibrahim Abboud.
Aderiu ao movimento de libertação em 1963 na companhia do Padre Saturnino Ohure, Joseph Oduho e William Deng Nhial. Ele foi eleito presidente da União Nacional Africana do Sudão (em inglês:  Sudan African National Union, SANU) depois de Joseph Oduho em 1964. Liderou a delegação do movimento para a conferência de mesa redonda de Cartum em 1965 e então retornou para continuar com a luta. Em abril de 1967, Jaden foi eleito presidente do Governo Provisório do Sul do Sudão. Ele se mudou para Nairobi, Quênia, em 1969, temendo por sua segurança.
Após a assinatura do acordo de Addis Ababa em 1972, Jaden decidiu desacreditá-lo e permaneceu no exílio.
Muitos sulistas tentaram convencê-lo a regressar e se juntar ao Governo Regional do Sul. Ele finalmente retornou ao Sudão em 1978, muito depois que o acordo de Adis Abeba foi assinado. Mas retornou como um homem irritado e, apesar de muita persuasão, recusou-se a participar do governo. Em 1983, sua rejeição ao acordo de Adis Abeba foi justificada quando Gaafar Nimeiry rasgou o acordo, forçando os sulistas mais uma vez a irem para uma segunda luta pela libertação sob John Garang.